# هاريس إس. ريتشاردسون
هاريس إس. ريتشاردسون (بالإنجليزية: Harris S. Richardson)‏ هو سياسي أمريكي، ولد في 10 يناير 1887 في فيرشير في الولايات المتحدة، وتوفي في 17 فبراير 1976. حزبياً، نشط في الحزب الجمهوري.